# Heinrich Siemes
Heinrich Siemes (* 15. August 1929 in Duisburg) ist ein deutscher Mineraloge, der von 1971 bis 1995 als Universitätsprofessor an der RWTH Aachen lehrte.

## Leben
Nach dem Abitur an der Fichte-Schule in Krefeld absolvierte Heinrich Siemes 1951 ein einjähriges Praktikum als Bergbaubeflissener. Von 1952 bis 1957 studierte er das Fach Bergbau an der RWTH Aachen und war anschließend sieben Monate Steiger beim Eschweiler Bergwerks-Verein. Ab dem 15. Dezember 1957 war er zunächst wissenschaftlicher Angestellter, später Oberingenieur am Lehrstuhl für Mineralogie und Lagerstättenlehre der RWTH. Dort promovierte er 1961 mit der Arbeit Betrachtungen zur Verformung und zum Rekristallisationsverhalten von Bleiglanzen bei Doris Schachner. Im Jahre 1967 erfolgte die Habilitation für das Fach Mineralogie mit der Arbeit Experimentelle Stauchverformung von polykristallinen Bleiglanzen: Bestimmung der Festigkeitseigenschaften unter allseitigem Druck zwischen 1 und 5000 bar sowie röntgenographische Untersuchung der auftretenden Texturen. Am 8. April 1971 wurde Siemes auf die neu geschaffene Professur für Mineralogie und Gefügekunde an der RWTH Aachen berufen, die er bis zu seiner Pensionierung 1995 innehatte.

## Wissenschaftliches Werk
Schwerpunkte der wissenschaftlichen Arbeiten bilden Untersuchungen zu Gefügeänderungen von Erzmineralen. Hierzu wurden die natürlichen Texturen von Erzmineralen wie beispielsweise Galenit oder Hämatit mit Texturen von experimentell verformten Mineralen verglichen. Daneben beschäftigt sich Siemes auch mit angewandter Geostatistik zur Schätzung von gewinnbaren Reserven in Erzlagerstätten. Zusammen mit Hikmet Akin veröffentlichte er 1988 das Lehrbuch Praktische Geostatistik.